# 哈里斯堡 (南达科他州)
哈里斯堡（英語：Harrisburg），是美国南达科他州下属的一座城市。根据2010年美国人口普查，该市有人口4,089人。2011年估计该市人口约有4,271人，年增长率为4.45%。